# راجر تسین
راجر یونچین تسین (به انگلیسی: Roger Yonchien Tsien) (به چینی: 錢永健، 钱永健)‏؛ (متولد ۱ فوریه ۱۹۵۲) یک زیست‌شیمیدان چینی-آمریکایی و پروفسور دپارتمان بیوشیمی دانشگاه کالیفرنیا، سن دیگو بود. او جایزه نوبل شیمی در سال ۲۰۰۸ را همراه با زیست‌شیمی‌دان اسامو شیمومورا و عصب‌پژوه مارتین کلایف به خاطر کشف و تولید پروتئین فلورسنت سبز (به انگلیسی: "green fluorescent protein") دریافت نمود.

## جوایز
راجر تسین این جوایز را برده‌است:
- جایزه نوبل شیمی (۲۰۰۸)
- جایزه ولف در پزشکی (۲۰۰۴)